# Ballon d’Or 2023
Der 67. Ballon d’Or (französisch für Goldener Ball) wurde von der Zeitschrift France Football am 30. Oktober 2023 an den „Weltfußballer des Jahres“ verliehen. Bei der Zeremonie, die in Paris im Théâtre du Châtelet stattfand, wurden daneben die „Weltfußballerin des Jahres“ mit dem 5. Ballon d’Or féminin, der „Welttorhüter des Jahres“ mit der 4. Jaschin-Trophäe, der „weltbeste U21-Spieler des Jahres“ mit der 5. Kopa-Trophäe und der „Torjäger des Jahres“ mit der 3. Gerd-Müller-Trophäe geehrt. Zudem wurde erstmals bei den Männern und Frauen die „Mannschaft des Jahres“ ausgezeichnet und zum zweiten Mal der „Sócrates-Preis“ für soziales Engagement vergeben. Seit 2022 richtet sich der Bewertungszeitraum nicht nach dem Kalenderjahr, sondern nach der abgelaufenen Spielzeit, der Saison 2022/23. Somit zählte bei den Männern die Ende 2022 ausgetragene Weltmeisterschaft in Katar zum Bewertungszeitraum, bei den Frauen endete er mit der Weltmeisterschaft im Sommer 2023. Ausgezeichnet wurden Lionel Messi (Ballon d’Or), Aitana Bonmatí (Ballon d’Or féminin), Emiliano Martínez (Jaschin-Trophäe), Jude Bellingham (Kopa-Trophäe), Erling Haaland (Gerd-Müller-Trophäe), Vinícius Júnior (Sócrates-Preis), Manchester City (Mannschaft des Jahres, Männer) und der FC Barcelona (Mannschaft des Jahres, Frauen).

## Abstimmungsmodi
Am 6. September 2023 wurden von der France-Football-Redaktion die nominierten Spieler für den Ballon d’Or (30), Ballon d’Or féminin (30), die Jaschin-Trophäe (10) und die Kopa-Trophäe (10) veröffentlicht. Die Gewinner wurden am 30. Oktober 2023 in Paris im Théâtre du Châtelet geehrt.
Wahlberechtigt war je ein Journalist pro Land aus der Top 100 der FIFA-Weltrangliste der Männer bzw. Top 50 der FIFA-Weltrangliste der Frauen. Relevant waren die individuellen Leistungen der Nominierten, das Abschneiden ihrer Mannschaften sowie ihr Talent und Sportsgeist.
Gewählt wird in folgenden Modi:
- Ballon d’Or: Jeder der 100 Journalisten vergab an fünf Spieler eine Punktzahl von 6, 4, 3, 2 oder 1. Der Spieler mit der höchsten Punktzahl gewann; bei Gleichstand hätte derjenige gewonnen, der öfter auf den 1. Platz (6 Punkte) gesetzt wurde.
- Ballon d’Or féminin: Jeder der 50 Journalisten vergab an fünf Spielerinnen eine Punktzahl von 6, 4, 3, 2 oder 1. Die Spielerin mit der höchsten Punktzahl gewann; bei Gleichstand hätte diejenige gewonnen, die öfter auf den 1. Platz (6 Punkte) gesetzt wurde.
- Jaschin-Trophäe: Dieselben Journalisten, die den Ballon-d’Or-Gewinner wählten, vergaben an drei Torhüter eine Punktzahl von 5, 3, oder 1. Der Torhüter mit der höchsten Punktzahl gewann; bei Gleichstand hätte derjenige gewonnen, der öfter auf den 1. Platz (5 Punkte) gesetzt wurde.
- Kopa-Trophäe: Wahlberechtigt waren ausschließlich frühere Ballon-d’Or-Gewinner. Diese vergaben an drei Spieler eine Punktzahl von 5, 3, oder 1. Der Spieler mit der höchsten Punktzahl gewann; bei Gleichstand hätte derjenige gewonnen, der öfter auf den 1. Platz (5 Punkte) gesetzt wurde.
- Gerd-Müller-Trophäe: Hier erfolgte keine Abstimmung. Es gewann der Spieler, der in der Saison 2022/23 im Verein (Pflichtspiele) und in der Nationalmannschaft die meisten Tore erzielte.
- Mannschaft des Jahres: Hier erfolgte keine Abstimmung. Es gewann bei den Männern und Frauen jeweils die Mannschaft, die die meisten Nominierten bei der Wahl zum Ballon d’Or bzw. Ballon d’Or féminin stellte.

## Ballon d’Or

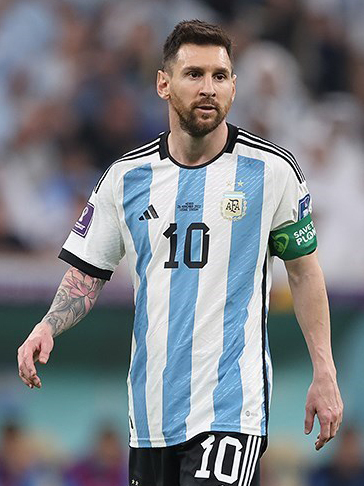
„Weltfußballer des Jahres 2023“:
Lionel Messi (2022)

Der Rekordgewinner Lionel Messi wurde insbesondere für seine Leistungen bei der WM 2022 zum achten Mal mit dem Ballon d’Or ausgezeichnet. Dort führte der Argentinier sein Land mit 7 Toren in 7 Spielen, darunter zwei im Finale gegen Frankreich, zum dritten WM-Titel nach 1978 und 1986. Messi wurde dabei in einem Gruppenspiel und allen Spielen der Finalrunde als „Spieler des Spiels“ ausgezeichnet. Zudem wurde er zum zweiten Mal nach 2014 zum besten Spieler der WM gewählt, womit er der einzige Spieler ist, dem dies mehrmals gelang. Mit seinem Verein wurde Messi darüber hinaus französischer Meister. Im Alter von 36 Jahren wurde er nach Stanley Matthews (41 Jahre bei der Premierenausgabe 1956) zum bis dahin zweitältesten Ballon-d’Or-Gewinner.
| Platz | Nat.        | Spieler                | Alter | Verein 2022/23      | Punkte |
| ----- | ----------- | ---------------------- | ----- | ------------------- | ------ |
| 01.   | Argentinien | Lionel Messi           | 36    | Paris Saint-Germain | 462    |
| 02.   | Norwegen    | Erling Haaland         | 23    | Manchester City     | 357    |
| 03.   | Frankreich  | Kylian Mbappé          | 24    | Paris Saint-Germain | 270    |
| 04.   | Belgien     | Kevin De Bruyne        | 32    | Manchester City     | 100    |
| 05.   | Spanien     | Rodri                  | 27    | Manchester City     | 57     |
| 06.   | Brasilien   | Vinícius Júnior        | 23    | Real Madrid         | 49     |
| 07.   | Argentinien | Julián Álvarez         | 23    | Manchester City     | 28     |
| 08.   | Nigeria     | Victor Osimhen         | 24    | SSC Neapel          | 24     |
| 09.   | Portugal    | Bernardo Silva         | 29    | Manchester City     | 20     |
| 10.   | Kroatien    | Luka Modrić            | 38    | Real Madrid         | 19     |
| 11.   | Agypten     | Mohamed Salah          | 31    | FC Liverpool        | 13     |
| 12.   | Polen       | Robert Lewandowski     | 35    | FC Barcelona        | 12     |
| 13.   | Marokko     | Bono                   | 32    | FC Sevilla          | 10     |
| 14.   | Deutschland | İlkay Gündoğan         | 33    | Manchester City     | 8      |
| 15.   | Argentinien | Emiliano Martínez      | 31    | Aston Villa         | 7      |
| 16.   | Frankreich  | Karim Benzema          | 35    | Real Madrid         | 6      |
| 17.   | Georgien    | Chwitscha Kwarazchelia | 22    | SSC Neapel          | 6      |
| 18.   | England     | Jude Bellingham        | 20    | Borussia Dortmund   | 5      |
| 19.   | England     | Harry Kane             | 30    | Tottenham Hotspur   | 4      |
| 20.   | Argentinien | Lautaro Martínez       | 26    | Inter Mailand       | 4      |
| 21.   | Frankreich  | Antoine Griezmann      | 32    | Atlético Madrid     | 4      |
| 22.   | Korea Sud   | Min-jae Kim            | 26    | SSC Neapel          | 3      |
| 23.   | Kamerun     | André Onana            | 27    | Inter Mailand       | 2      |
| 24.   | England     | Bukayo Saka            | 22    | FC Arsenal          | 1      |
| 25.   | Kroatien    | Joško Gvardiol         | 21    | RB Leipzig          | 1      |
| 26.   | Deutschland | Jamal Musiala          | 20    | FC Bayern München   | 0      |
| 27.   | Italien     | Nicolò Barella         | 26    | Inter Mailand       | 0      |
| 28.   | Frankreich  | Randal Kolo Muani      | 24    | Eintracht Frankfurt | 0      |
| 28.   | Norwegen    | Martin Ødegaard        | 24    | FC Arsenal          | 0      |
| 30.   | Portugal    | Rúben Dias             | 26    | Manchester City     | 0      |

## Ballon d’Or féminin

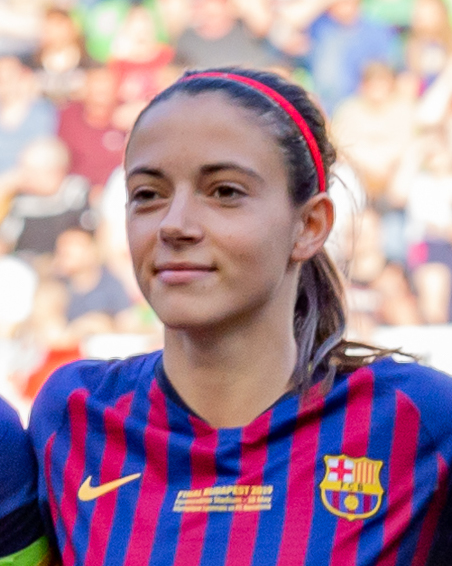
„Weltfußballerin des Jahres 2023“:
Aitana Bonmatí (2019)

| Platz | Nat.               | Spielerin            | Alter | Verein(e) 2022/23                            | Punkte |
| ----- | ------------------ | -------------------- | ----- | -------------------------------------------- | ------ |
| 01.   | Spanien            | Aitana Bonmatí       | 25    | FC Barcelona                                 | 266    |
| 02.   | Australien         | Sam Kerr             | 30    | FC Chelsea                                   | 87     |
| 03.   | Spanien            | Salma Paralluelo     | 19    | FC Barcelona                                 | 49     |
| 04.   | Schweden           | Fridolina Rolfö      | 29    | FC Barcelona                                 | 49     |
| 05.   | England            | Mary Earps           | 30    | Manchester United                            | 42     |
| 06.   | Spanien            | Olga Carmona         | 23    | Real Madrid                                  | 32     |
| 07.   | Deutschland        | Alexandra Popp       | 32    | VfL Wolfsburg                                | 27     |
| 08.   | Spanien            | Patricia Guijarro    | 25    | FC Barcelona                                 | 25     |
| 09.   | Kolumbien          | Linda Caicedo        | 18    | Deportivo Cali / Real Madrid                 | 19     |
| 10.   | England            | Rachel Daly          | 31    | Aston Villa                                  | 17     |
| 11.   | England            | Millie Bright        | 30    | FC Chelsea                                   | 17     |
| 12.   | Japan              | Hinata Miyazawa      | 23    | MyNavi Sendai                                | 15     |
| 13.   | Deutschland        | Lena Oberdorf        | 21    | VfL Wolfsburg                                | 13     |
| 14.   | Frankreich         | Kadidiatou Diani     | 28    | Paris Saint-Germain                          | 12     |
| 15.   | Schweden           | Amanda Ilestedt      | 30    | Paris Saint-Germain                          | 12     |
| 16.   | Spanien            | Mapi León            | 28    | FC Barcelona                                 | 11     |
| 17.   | Australien         | Hayley Raso          | 29    | Manchester City                              | 8      |
| 18.   | Polen              | Ewa Pajor            | 26    | VfL Wolfsburg                                | 8      |
| 19.   | Norwegen           | Guro Reiten          | 29    | FC Chelsea                                   | 8      |
| 20.   | Nigeria            | Asisat Oshoala       | 29    | FC Barcelona                                 | 7      |
| 21.   | Spanien            | Alba Redondo         | 27    | UD Levante                                   | 7      |
| 22.   | Irland             | Katie McCabe         | 28    | FC Arsenal                                   | 6      |
| 23.   | England            | Georgia Stanway      | 24    | FC Bayern München                            | 6      |
| 24.   | Jamaika            | Khadija Shaw         | 26    | Manchester City                              | 5      |
| 25.   | Vereinigte Staaten | Sophia Smith         | 23    | Portland Thorns                              | 2      |
| 26.   | Frankreich         | Wendie Renard        | 33    | Olympique Lyon                               | 1      |
| 27.   | Japan              | Yui Hasegawa         | 26    | Manchester City                              | 1      |
| 28.   | Brasilien          | Debinha              | 32    | North Carolina Courage / Kansas City Current | 0      |
| 29.   | Niederlande        | Jill Roord           | 26    | VfL Wolfsburg                                | 0      |
| 29.   | Niederlande        | Daphne van Domselaar | 23    | FC Twente Enschede                           | 0      |

## Jaschin-Trophäe

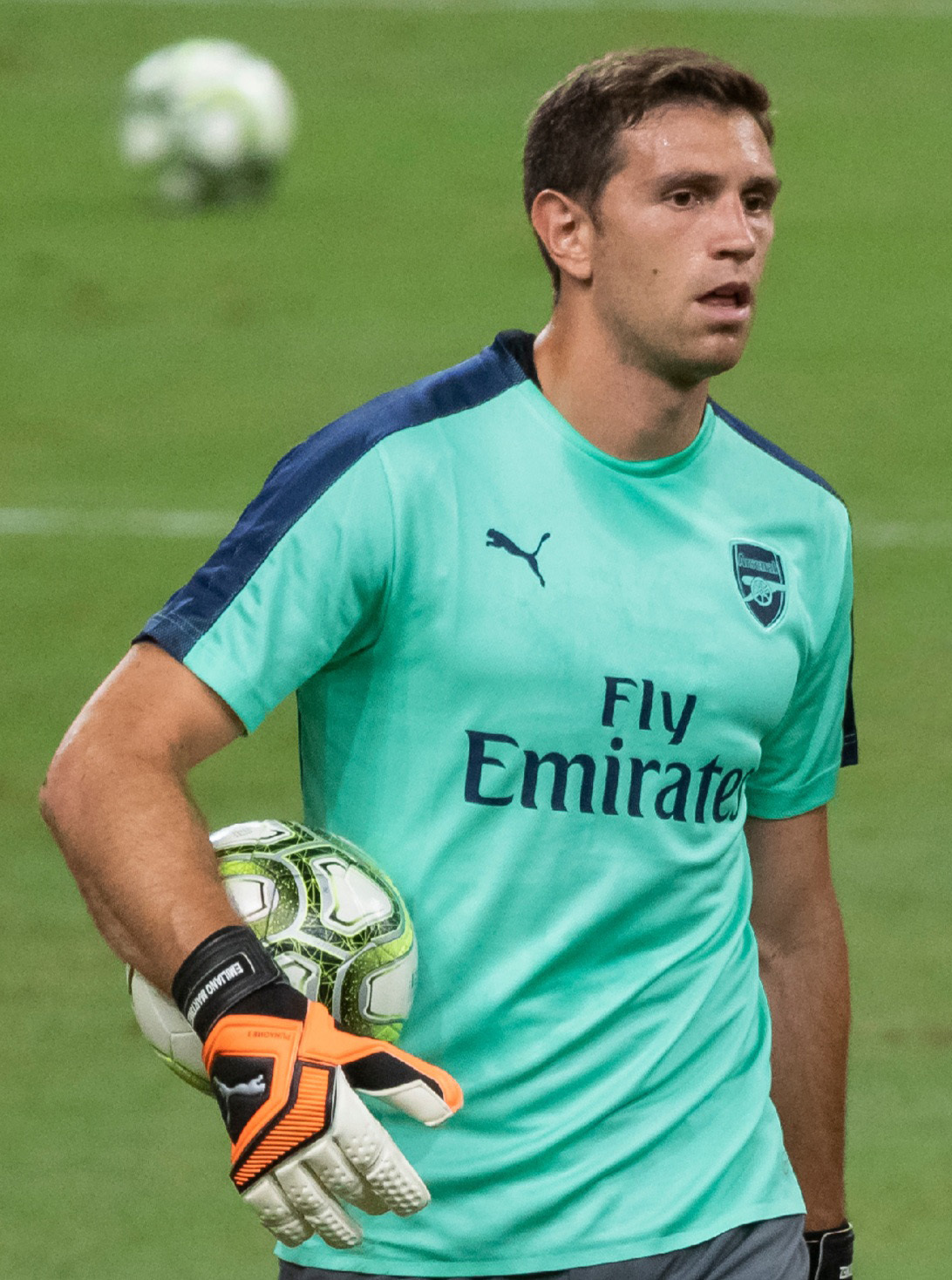
„Welttorhüter des Jahres 2023“:
Emiliano Martínez (2018)

Bono, Emiliano Martínez und André Onana waren auch für den Ballon d’Or nominiert. Der Gewinner Emiliano Martínez wurde bei der WM 2022 als bester Torhüter ausgezeichnet. Der Argentinier hielt im Viertelfinale gegen die Niederlande im Elfmeterschießen zwei gegnerische Versuche. Im siegreichen Finale gegen Frankreich parierte Martínez im Elfmeterschießen einen Versuch.
| Platz | Nat.        | Torhüter              | Alter | Verein 2022/23  | Punkte |
| ----- | ----------- | --------------------- | ----- | --------------- | ------ |
| 01.   | Argentinien | Emiliano Martínez     | 31    | Aston Villa     | 290    |
| 02.   | Brasilien   | Ederson               | 30    | Manchester City | 197    |
| 03.   | Marokko     | Bono                  | 32    | FC Sevilla      | 154    |
| 04.   | Belgien     | Thibaut Courtois      | 31    | Real Madrid     | 81     |
| 05.   | Deutschland | Marc-André ter Stegen | 31    | FC Barcelona    | 47     |
| 06.   | Kamerun     | André Onana           | 27    | Inter Mailand   | 44     |
| 07.   | Kroatien    | Dominik Livaković     | 28    | Dinamo Zagreb   | 9      |
| 08.   | England     | Aaron Ramsdale        | 25    | FC Arsenal      | 5      |
| 09.   | Frankreich  | Mike Maignan          | 28    | AC Mailand      | 1      |
| 10.   | Frankreich  | Brice Samba           | 29    | RC Lens         | 0      |

## Kopa-Trophäe

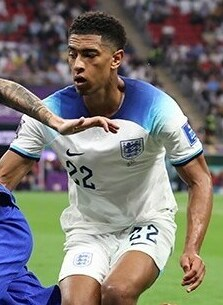
„Weltbester U21-Spieler des Jahres 2023“:
Jude Bellingham (2022)

Die Erst- und Zweitplatzierten Jude Bellingham und Jamal Musiala waren auch für den Ballon d’Or nominiert. Bellingham erzielte in der Bundesligasaison 2022/23 in 31 Spielen 8 Tore und musste sich mit seinem Verein erst am letzten Spieltag dem FC Bayern München im Kampf um die deutsche Meisterschaft geschlagen geben. In der Champions League traf er in 7 Spielen 4-mal. Zudem war er bei der WM 2022 Stammspieler der englischen Nationalmannschaft, die im Viertelfinale ausschied.
| Platz | Nat.        | Spieler           | Alter | Verein(e) 2022/23                | Punkte |
| ----- | ----------- | ----------------- | ----- | -------------------------------- | ------ |
| 1.    | England     | Jude Bellingham   | 20    | Borussia Dortmund                | 90     |
| 2.    | Deutschland | Jamal Musiala     | 20    | FC Bayern München                | 42     |
| 3.    | Spanien     | Pedri             | 20    | FC Barcelona                     | 33     |
| 4.    | Frankreich  | Eduardo Camavinga | 20    | Real Madrid                      | 29     |
| 5.    | Spanien     | Gavi              | 19    | FC Barcelona                     | 20     |
| 6.    | Niederlande | Xavi Simons       | 20    | PSV Eindhoven                    | 4      |
| 7.    | Spanien     | Alejandro Balde   | 20    | FC Barcelona                     | 4      |
| 8.    | Portugal    | António Silva     | 20    | Benfica Lissabon                 | 3      |
| 9.    | Danemark    | Rasmus Højlund    | 20    | SK Sturm Graz / Atalanta Bergamo | 0      |
| 9.    | Frankreich  | Elye Wahi         | 20    | HSC Montpellier / RC Lens        | 0      |

## Gerd-Müller-Trophäe

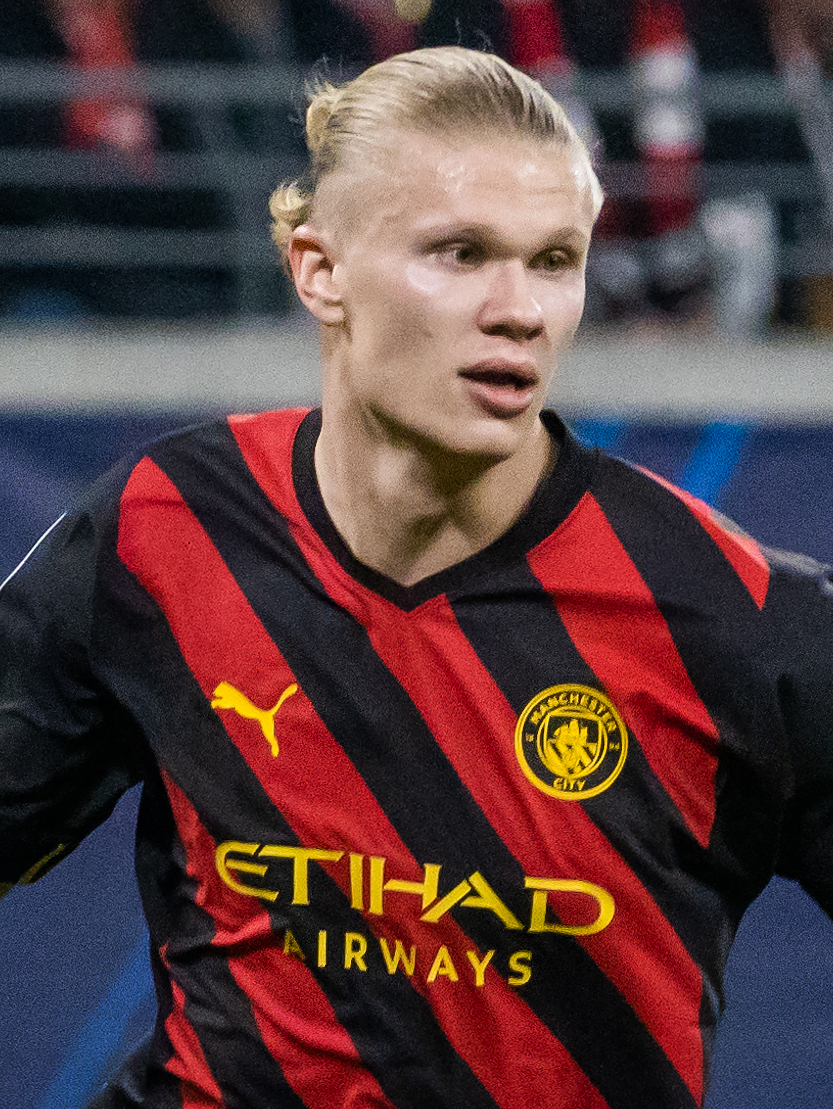
„Torjäger des Jahres 2023“: Erling Haaland (2023)

Erling Haaland erhielt die Gerd-Müller-Trophäe als „Torjäger des Jahres“ für seine 56 Tore in 57 Spielen für Manchester City und die norwegische Nationalmannschaft.
| Platz | Nat.     | Spieler        | Alter | Verein 2022/23  | Tore |
| ----- | -------- | -------------- | ----- | --------------- | ---- |
| 1.    | Norwegen | Erling Haaland | 23    | Manchester City | 56   |

| Wettbewerb                    | Spiele | Tore |
| ----------------------------- | ------ | ---- |
| UEFA Champions League 2022/23 | 11     | 12   |
| Premier League 2022/23        | 35     | 36   |
| FA Cup 2022/23                | 04     | 03   |
| EFL Cup 2022/23               | 02     | 01   |
| FA Community Shield 2022      | 01     | 0    |
|                               |        |      |
| Verein gesamt                 | 53     | 52   |
|                               |        |      |
| EM-2024-Qualifikation         | 02     | 03   |
| UEFA Nations League 2022/23   | 02     | 01   |
|                               |        |      |
| Nationalmannschaft gesamt     | 04     | 04   |
|                               |        |      |
| Gesamt                        | 57     | 56   |

## Mannschaft des Jahres
Erstmals wurde bei den Männern und Frauen getrennt die „Mannschaft des Jahres“ ausgezeichnet. Es gewann die Mannschaft, die bei der Wahl zum Ballon d’Or bzw. Ballon d’Or féminin die meisten Spieler stellte. Manchester City gewann bei den Männern das Triple aus Champions League, nationaler Meisterschaft und nationalem Pokal. Der FC Barcelona gewann bei den Frauen die Champions League und nationale Meisterschaft.
| Platz | Land       | Mannschaft          | Anzahl |
| ----- | ---------- | ------------------- | ------ |
| 1.    | England    | Manchester City     | 7      |
| 2.    | Spanien    | Real Madrid         | 3      |
| 2.    | Italien    | Inter Mailand       | 3      |
| 2.    | Italien    | SSC Neapel          | 3      |
| 5.    | England    | FC Arsenal          | 2      |
| 5.    | Frankreich | Paris Saint-Germain | 2      |

| Platz | Land        | Mannschaft          | Anzahl |
| ----- | ----------- | ------------------- | ------ |
| 1.    | Spanien     | FC Barcelona        | 6      |
| 2.    | Deutschland | VfL Wolfsburg       | 4      |
| 3.    | England     | FC Chelsea          | 3      |
| 3.    | England     | Manchester City     | 3      |
| 5.    | Frankreich  | Paris Saint-Germain | 2      |
| 5.    | Spanien     | Real Madrid         | 2      |

## Sócrates-Preis
Zum zweiten Mal wurde der Sócrates-Preis (französisch Prix Socrates) vergeben. Der Preis, der nach dem Brasilianer Sócrates benannt ist, zeichnet Engagement für soziale und karitative Projekte aus. Geehrt wurde Vinícius Júnior für sein Engagement in der von ihm gegründeten Stiftung für benachteiligte Kinder.